# Мирза Абу Бакр Дуглат
Мирза Абу Бакр Дуглат (также Аба Бакр или Абу Бекр Кашгари — август—сентябрь 1514) — правитель дуглатского Манглай-Субе в восточной части Центральной Азии, эмир племени дуглат. В 1465 году Мирза Абу Бакр возглавил государство Яркенд в западной Кашгарии (часть Могулистана), которое включала также оазисы Хотан и Кашгар (он взял Кашгар в 1480 году). Он был сыном Саниз-мирзы, сына Мир Сайида Али, последний был эмиром в Кашгаре, который восстановил контроль над городом династией дуглатов, изгнав местного правителя Тимуридов в 1435 году.
Он успешно противостоял нападениям Йунус-хана, против которого восстал в 1479-80 гг. Султан-Ахмад-хан I, сын Йунус-хана, отнял у него Кашгар в 1499 году, но удержать его не смог. Султан-Саид-хан отнял у него Кашгар в 1514 году; опасаясь потерять также Яркенд и Хотан, он передал власть своему старшему сыну Джахангиру Мирзе и попытался бежать в Ладакх. Он был перехвачен и убит преследователями, посланными Султан Саид-ханом примерно в 30 километрах (20 милях) к северу от современного Хайдуллы.

## Жены, дети и потомки

### Жены и дети
- Нигар ханум Хусн - дочь Эсен-Буги.
  - Джахангир Мирза
- Ханзада Бегум - дочь Султан Махмуд мирзы.
  - Туранги Мирза.
  - Бустангир Мирза.

### Потомки
Во времена восстания Джахангир-ходжи одним из противников предводителя повстанцев выступал потомок Мирзы Абу Бакра —  Исхак-бек. А в период очередных волнений в Куче в 1864 году восставшие решили предложить возглавить их сыну Исхак-бека — Ахмад-вану.